# Перссон, Йорген (кинооператор)
Йорген Перссон (швед.  Jörgen Persson; род. 10 сентября 1936, Хельсингборг) — шведский кинооператор.

## Биография
Окончил Кинематографическую школу при Шведском киноинституте. Снимал рекламные и короткометражные ленты. В 1965 начал сотрудничество с Бу Видербергом, с которым снял впоследствии несколько лент. В числе его постоянных партнеров — также режиссёры Билле Аугуст, Лив Улльманн.

## Избранная фильмография
- 1966: Heja Roland! (Бу Видерберг)
- 1967: Эльвира Мадиган/ Elvira Madigan (Бу Видерберг, номинация на премию БАФТА за операторскую работу)
- 1969: Одален 31/ Adalen 31 (Бу Видерберг)
- 1970: Шведская история любви/ En kärlekshistoria (Рой Андерссон)
- 1971: Джо Хилл/ Joe Hill (Бу Видерберг)
- 1973: Видения восьмерых/ Visions of Eight (эпизод «Десятиборье», Милош Форман)
- 1974: Горстка любви/ En handfull kärlek (Вильгот Шёман)
- 1981: Петух/ Tuppen (Лассе Халльстрём)
- 1984: Секретный агент/ The Inside Man (Том Клегг)
- 1984: Оке и его мир/ Åke och hans värld (Алан Эдвалл)
- 1985: Моя собачья жизнь/ Mitt liv som hund (Лассе Халльстрём)
- 1986: Змеиная тропа на скале/ Ormens väg på hälleberget (Бу Видерберг)
- 1987: Пелле-завоеватель/ Pelle erobreren (Билле Аугуст)
- 1989: Женщины на крыше/ Kvinnorna på taket (Карл-Густав Нюквист)
- 1990: Блэкджек/ BlackJack (Колин Нютле)
- 1992: Благие намерения/ Den goda viljan (Билле Аугуст)
- 1992: Софи/ Sofie (Лив Ульман)
- 1993: Дом духов/ The House of the Spirits (Билле Аугуст)
- 1994: Цорн/ Zorn (Гуннар Хеллстрём, телевизионный)
- 1996: Иерусалим/ Jerusalem (Билле Аугуст, номинация на премию Золотая лягушка на МКФ в Лодзи)
- 1997: Смилла и её чувство снега/ Smilla’s Sense of Snow (Билле Аугуст)
- 1998: Подкоп в Китай/ Digging to China (Тимоти Хаттон)
- 1998: Отверженные/ Les misérables (Билле Аугуст)
- 2000: Неверная/ Trolösa (Лив Ульман)
- 2001: Песня для Мартина/ En sång för Martin (Билле Аугуст)
- 2007: The Adventures of Young Indiana Jones: The Perils of Cupid (Билле Аугуст, Майк Ньюэлл)

## Признание
Премия Чаплина (1967). Премия Бодил (1987). Европейский оператор 1989 года и др. награды.